# منیر چاودوری
منیر چاودوری (انگلیسی: Munier Choudhury؛ به بنگلادشی: মুনীর চৌধুরী؛ ۲۷ نوامبر ۱۹۲۵ – ۱۴ دسامبر ۱۹۷۱) یک متخصص آموزشی، نمایشنامه‌نویس، زبان‌شناس، منتقد ادبی، هنرپیشه تئاتر و مخالف سیاسی اهل بنگلادش بود. که به‌طور گسترده‌ای از پیشگامان درام مدرن بنگلایی این کشور در نظر گرفته می‌شود.
چاودوری که به خاطر نمایشنامه‌هایی مانند کابار (قبر، ۱۹۵۲) و روکتاکتو پرانتور (علفزار خونین، ۱۹۵۹) شهرت دارد. او زندگی خود را وقف ترویج زبان بنگلا، هویت ملی آن و مبارزه با سرکوب در همه اشکال آن کرد.
منیر چاودوری در ۲۷ نوامبر سال ۱۹۲۵ در شهر مانیک‌گنج، هند بریتانیا (بنگالدش کنونی) به دنیا آمد و از دوران جوانی خانواده‌اش را تحت تأثیر شوخ‌طبعی زودرس خود قرار داد. او پس از دریافت مدرک کارشناسی ارشد، در سال ۱۹۵۰ در دپارتمان‌های انگلیسی و بنگلای دانشگاه داکا استاد شد.
در سال ۱۹۵۲، چاودری به دلیل فعالیت‌های خود در رابطه با جنبش زبان، یک کمپین در نهایت موفقیت‌آمیز برای به رسمیت شناختن بنگلا به عنوان یکی از زبان‌های رسمی پاکستان، زندانی شد. زمانی که در بازداشت بود، یکی از بزرگ‌ترین آثارش، کبار را به پایان رساند که یک سرود سوررئالیستی برای مبارزات جنبش بود.
چاودری در طول باقی عمر خود، موفقیتش را به عنوان نویسنده داستان‌های کوتاه و نمایشنامه حفظ کرد و در عین حال به عنوان یک قهرمان، در راه اهداف ملی و فرهنگی خدمت کرد. او که مشعلی متعهد برای زبان بنگلایی بود، در اواسط دهه ۶۰ به طراحی صفحه کلید ماشین تحریر بنگلای بهبود یافته کمک کرد.
او قربانی کشتار دسته جمعی روشنفکران بنگلادشی در سال ۱۹۷۱ بود. او در سال ۱۹۸۰ و پس از مرگ، جایزه روز استقلال بنگلادش را از سوی دولت ضیاء الرحمان، رئیس‌جمهور وقت، دریافت کرد. که بالاترین افتخار دولتی این کشور محسوب می‌شود. وی برندهٔ جوایز دیگری ازجمله ستاره امتیاز نیز شده‌است.